# Danh sách đĩa đơn quán quân năm 1952 (Mỹ)
Đây là danh sách đĩa đơn đứng đầu của Hoa Kỳ trong năm 1952, được xuất bản trong tạp chí âm nhạc Billboard dựa trên số lượng bán ra tại các cửa hàng:
| Đĩa đơn |
| --- |
| - Johnnie Ray - Cry - 11 Tuần (29.12.1951- 14.3) - Kay Starr - Wheel Of Fortune - 9 Tuần (15.3 - 16.5) - Leroy Anderson - Blue Tango - 5 Tuần (17.5 - 20.6) - Al Martino - Here In My Heart - 2 Tuần (21.6 - 4.7) - Percy Faith & his Orchestra - Delicado - 1 Tuần (5.7 - 11.7) - Vera Lynn - Auf Wiedersehn Sweetheart - 9 Tuần (12.7 - 12.9) - Jo Stafford - You Belong To Me - 5 Tuần (13.9 - 17.10) - Patti Page - I Went To Your Wedding - 5 Tuần (18.10 - 21.11) - Johnny Standley - It'S In The Book - 1 Tuần (22.11 - 28.11) - Joni James - Why Don'T You Believe Me - 4 Tuần (29.11 - 26.12) - Jimmy Boyd - I Saw Mommy Kissing Santa Claus - 2 Tuần (27.12 - 9.1.1953) |